# Fontaine-au-Pire
Fontaine-au-Pire es una comuna francesa situada en el departamento del Norte, en la región de Alta Francia.

## Demografía
| 1374 | 1331 | 1260 | 1217 | 1127 | 1111 | 1217 |
| Para los censos de 1962 a 1999 la población legal corresponde a la población sin duplicidades (Fuente: INSEE [Consultar]) |      |      |      |      |      |      |